# 八腳怪
是一部2002年的恐怖喜劇電影，由艾洛·伊艾克罕執導。主演是大衛·阿奎特、卡瑞·伍爾、史考特·泰羅和施嘉莉·祖安遜。本片由德國、美國和澳洲共同製作。

## 故事
當含有劇毒的化學廢料碰上了毒性強烈的蜘蛛，會產生出什麼樣的怪物？一個偏遠靜謐的小鎮竟然在一夜之間遭逢劇變，在有毒化學廢料外洩污染的意外情況下，成千上萬的小蜘蛛在一夜之間變得碩大無朋... 
只是這個小鎮裡的人並沒有意識到，一群龐然大物正對著他們悄悄而來，這些每一隻身長至少兩公尺以上的獵捕高手，將讓這個偏遠的靜謐小鎮在極短的時間內，變成人間煉獄…。 
唯一意識到災難即將發生的是當地警長珊梅的還在就讀小學的兒子麥可，但是整個城鎮中卻只有一個人願意相信他的話，正當這個採礦工程師克里斯麥克密準備說服鎮民一同抵抗巨大的蜘蛛時，他赫然發現，他們已經被滿山遍野的「八腳怪」給包圍了…。

## 演員
| 演員                                           | 角色                                    |
| 大衛·阿奎特 David Arquette                     | 克里斯·麥寇米克 Chris McCormick         |
| 卡瑞·伍爾 Kari Wuhrer                          | 警長薩曼莎·帕克 Sheriff Samantha Parker |
| 史考特·泰羅 Scott Terra                        | 麥克·帕克 Mike Parker                   |
| 施嘉莉·祖安遜 Scarlett Johansson               | 艾希莉·帕克 Ashley Parker               |
| 道格·E·道格 Doug E. Doug                       | 哈倫·格里菲斯 Harlan Griffith           |
| 瑞克·奧弗頓 Rick Overton                       | 皮特·威廉斯 Deputy Pete Willis          |
| 李昂·里皮 Leon Rippy                           | 韋德 Wade                               |
| 麥特·祖切利 Matt Czuchry                       | 布雷特 Bret                             |
| 艾琳·萊恩 Eileen Ryan                          | 葛蕾迪 Gladys                           |
| 傑·阿倫·瓊斯                                   | 里昂 Leon                               |
| 里萊·史密斯                                    | 蘭迪 Randy                              |
| 马特·霍里克 Matt Holwick                       | 拉里 Larry                              |
| 珍·伊蒂丝·威尔逊 Jane Edith Wilson             | 艾玛·威里斯 Emma Willis                 |
| 杰克·摩尔 Jack Moore                           | 阿莫斯 Amos                             |
| 罗伊·格恩特纳 Roy Gaintner                     | 弗洛伊德 Floyd                          |
| 唐·查普林 Don Champlin                         | 雷洛伊 Leroy                            |
| 约翰·克里斯托弗·斯托雷 John Christopher Storey | 馬克 Mark                               |
| 大卫·艾爾·沃特曼 David Earl Waterman           | 諾曼 Norman                             |
| 湯姆·努農                                      | 约书亚·塔夫特 Joshua Taft               |
| 弗蘭克·維爾克                                  | 康蘇拉 Consuela                         |

## 製作
本片的主體拍攝於2001年1月8日開始，在澳大利亚進行製作，當時的片名是「Arac Attack」。

## 外部連結
- 互联网电影数据库（IMDb）上《八腳怪》的资料（英文）
- AllMovie上《八腳怪》的资料（英文）